# Pacierzyczka
Pacierzyczka, gąsionka (Scorpiurus L.) – rodzaj roślin należący do rodziny bobowatych. Obejmuje co najmniej 3 gatunki, poza tym wymieniane są w jego obrębie 4 do 8 gatunków. Występują w obszarze śródziemnomorskim, na północy sięgając do Europy Środkowej. W polskiej florze rodzaj nie ma swych przedstawicieli.

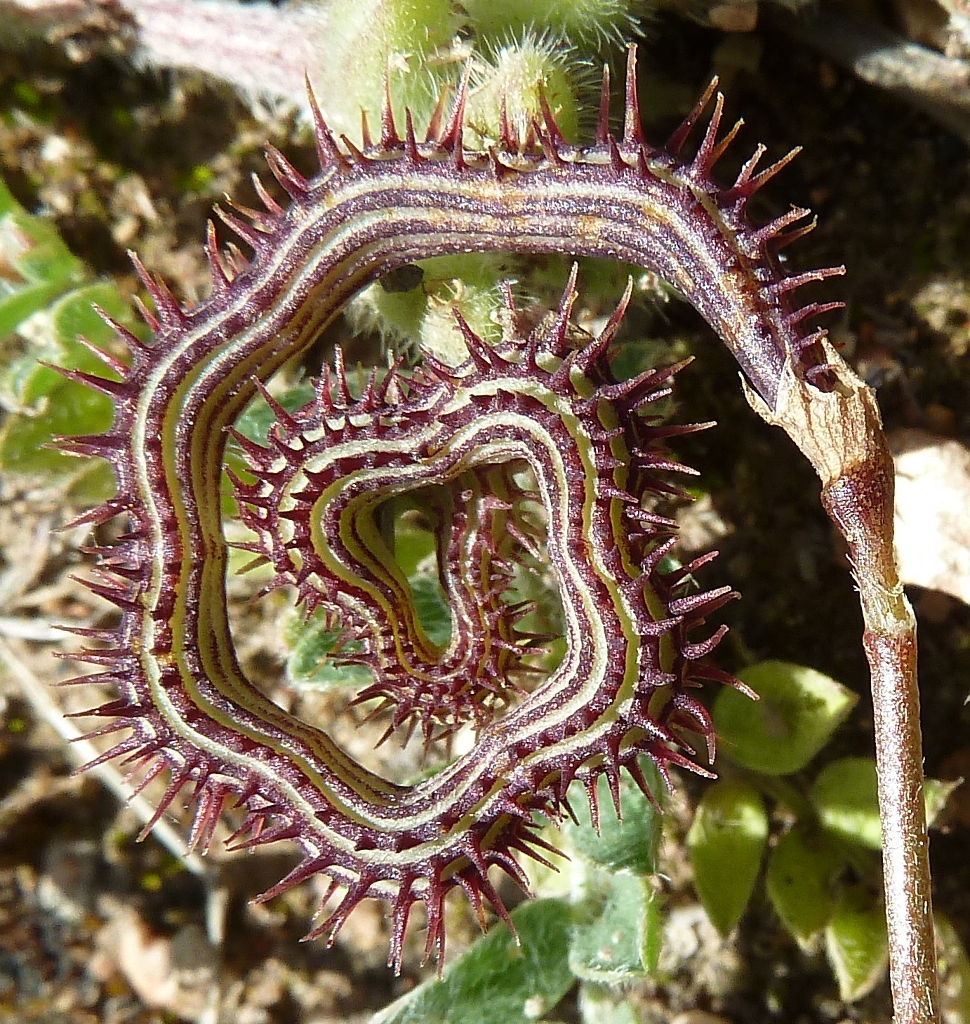
Charakterystyczny dla rodzaju – silnie skręcony strąk. S. muricatus

## Systematyka
Pozycja według APweb (aktualizowany system APG III z 2009)
Jeden z rodzajów podrodziny bobowatych właściwych Faboideae w rzędzie bobowatych Fabaceae s.l. W obrębie podrodziny należy do plemienia Loteae.
Wykaz gatunków
- Scorpiurus minimus Losinsk.
- Scorpiurus muricatus L.
- Scorpiurus vermiculatus L.